# Europese weg 23
De Europese weg 23 of E23 is een Europese weg die loopt van Metz in Frankrijk naar Lausanne in Zwitserland en is in totaal 391 km lang.

## Plaatsen langs de E23
Frankrijk
- Nancy
- Épinal
- Vesoul
- Besançon
- Pontarlier

Zwitserland
- Vallorbe
- Lausanne

## Nationale wegnummers
| nummer      | tracé                      |
| Frankrijk   | Frankrijk                  |
| ----------- | -------------------------- |
|             | Metz - Nancy               |
|             | Nancy                      |
|             | Nancy                      |
|             | Nancy - Vesoul             |
|             | Vesoul                     |
|             | Vesoul - Zwitserland       |
| Zwitserland |                            |
|             | Frankrijk - Ballaigues     |
|             | Ballaigues - Essert-Pittet |
|             | Essert-Pittet - Ecublens   |
|             | Ecublens - Lausanne        |